# Anton Rüesch
Toni Rüesch (3 april 1922 - 1 mei 1980) was een Zwitsers voetballer die speelde als doelman.

## Carrière
Rüesch speelde tot 1941 bij Brühl St. Gallen en vertrok naar Young Fellows Zürich waar hij maar een seizoen zou spelen. Het seizoen erop speelde hij al bij Servette Genève waarmee hij in 1946 landskampioen werd. Hij ruilde Servette in 1948 voor stadsgenoot Urania Genève Sport waar hij bleef spelen tot in 1951. Hij trok dat jaar naar La Chaux-de-Fonds waarmee hij twee dubbels op een rij wist te veroveren in 1954 en 1955. Hij speelde op het einde van zijn carrière nog twee seizoenen voor Servette.
Hij speelde een interland voor Zwitserland waarin hij niet kon scoren.

## Erelijst
- Servette Genève
  - Landskampioen: 1946
- La Chaux-de-Fonds
  - Landskampioen: 1954, 1955
  - Zwitserse voetbalbeker: 1954, 1955